# Chaitén Renihue Airport
Chaitén Renihue Airport är en flygplats i Chile.   Den ligger i provinsen Provincia de Palena och regionen Región de Los Lagos, i den södra delen av landet, 1 000 km söder om huvudstaden Santiago de Chile. Chaitén Renihue Airport ligger 9 meter över havet.
Terrängen runt Chaitén Renihue Airport är bergig åt nordost, men åt sydväst är den kuperad. En vik av havet är nära Chaitén Renihue Airport åt nordväst. Trakten runt Chaitén Renihue Airport är nära nog obefolkad, med mindre än två invånare per kvadratkilometer..
I omgivningarna runt Chaitén Renihue Airport växer i huvudsak blandskog.